# Hochmättli
Hochmättli är en bergstopp i Schweiz.   Den ligger i distriktet Wahlkreis Sarganserland och kantonen Sankt Gallen, i den östra delen av landet, 130 km öster om huvudstaden Bern. Toppen på Hochmättli är 2 252 meter över havet, eller 265 meter över den omgivande terrängen. Bredden vid basen är 3,0 km.
Terrängen runt Hochmättli är bergig åt nordväst, men åt sydost är den kuperad. Närmaste större samhälle är Glarus, 8,0 km väster om Hochmättli. 
I omgivningarna runt Hochmättli växer i huvudsak blandskog. Runt Hochmättli är det ganska tätbefolkat, med 60 invånare per kvadratkilometer.